# 神奈川大学短期大学部
神奈川大学短期大学部（かながわだいがくたんきだいがくぶ、英語: Kanagawa University, Junior college）は、神奈川県横浜市神奈川区六角橋3-27-1に本部を置いていた日本の私立大学である。1950年に設置され、2002年に廃止された。

## 概要

### 大学全体
- 神奈川県横浜市神奈川区に所在した日本の私立短期大学で、設置主体は学校法人神奈川大学[1]。
- 国内で最初に認可された短期大学149校[注 2]の1校として、1950年に昼間部1学科、夜間部4学科体制で開学した[2]が、後に2つに減少した。
- 1999年度の入学生を最後に[注釈 2]、短期大学としての使命を終える[3]。

### 教育および研究
- 神奈川大学短期大学部には商学科と法学科が設置されていたが、「建築学」や「インテリアデザイン」・「レクレーション論」といった専門科目外の科目も開講されていた。

### 学風および特色
- 神奈川大学短期大学部には夜間部が設置されており[4]、横浜市や神奈川県職員が短大卒資格取得のために入学した人も多かった。
- 夜間部は男子学生が多かったが、それとは対照的に昼間部は女子が多かった。

## 沿革
- 1949年
  - 10月 文部省[注釈 3]に短期大学[注 3]の設置認可に関する申請を行う[注 4]。なお、学科・専攻は以下の通りとなっている[注 5]。
    - 商科 
      - 第一部 入学定員120名
      - 第二部 入学定員120名

    - 法科
      - 第一部 入学定員40名
      - 第二部 入学定員40名

    - 機械科
      - 第一部 入学定員40名
      - 第二部 入学定員40名

    - 電気科 
      - 第一部 入学定員40名
      - 第二部 入学定員40名
- 1950年
  - 3月14日 左記を以て短期大学の設置が文部省[注釈 3]より認可される[10]。
  - 4月1日 左記を以て神奈川大学短期大学部が以下のの学科体制にて開学する[注 6]。
    - 商科 
      - 第一部 入学定員120名→50名
      - 第二部 入学定員120名[注 7]。

    - 法科
      - 第一部 入学定員40名→不認可
      - 第二部 入学定員40名

    - 機械科
      - 第一部 入学定員40名→不認可
      - 第二部 入学定員40名

    - 電気科 
      - 第一部 入学定員40名→不認可
      - 第二部 入学定員40名
- 1951年
  - 2月22日 学校法人が成立する[14]。
- 1954年
  - 5月1日 学生数[15]/定員
    - 商科
      - 第一部 169[注釈 4]/100
      - 第二部 212[注 8]/140

    - 法科第二部 127[注 9]/80
    - 機械科第二部 125[注釈 5]/80
    - 電気科第二部 123[注釈 5]/80
- 1958年
  - 5月1日 学生数[16]/定員
    - 商科
      - 第一部 101[注釈 4]/100
      - 第二部 117[注 10]/140

    - 法科第二部 97[注釈 6]/80
    - 機械科第二部 90[注釈 5]/80
    - 電気科第二部 88[注 11]/80
- 1959年
  - 5月1日 学生数[17]/定員
    - 商科
    - 商科
      - 第一部 112[注 12]/100
      - 第二部 143[注釈 6]/140　

    - 法科第二部 78[注 13]/80
    - 機械科第二部 68[注釈 5]/40
    - 電気科第二部 40[注釈 5]/40
- 1960年
  - 3月31日  左記をもって以下の学科を正式に廃止とする[注 14]。
- 1989年
  - 4月1日 商学科第一部の入学定員を50[19]→100[20]に増員[21]。
  - 5月1日 学生数[22]/定員
    - 商学科
      - 第一部 195[注 15]/150
      - 第二部 204[注 16]/140

    - 法学科第二部 98[注 17]/80
- 1991年
  - 4月1日 商学科第一部入学定員を100[23]→200[24]に増員[注 18]。
  - 5月1日 学生数[27]/定員
    - 商学科
      - 第一部 398[注 19]/300
      - 第二部 212[注 20]/140

    - 法学科第二部 137[注 21]/80
- 1992年
  - 5月1日 学生数[注 22]/定員
    - 商学科
      - 第一部 489[注 23]/400
      - 第二部 201[注 24]/140

    - 法学科第二部 142[注釈 7]/80
- 1995年
  - 4月1日 専攻科の設置が認可され、以下の課程を設ける[30]。
    - 商学専攻 入学定員20名
- 1999年
  - 4月1日 この年度で学生募集を終了とする[注釈 2]。
  - 5月1日 学生数[31]/定員
    - 商学科
      - 第一部 511[注 25]/400
      - 第二部 76[注 26]/140

    - 法学科第二部 69[注 27]/80
- 2002年
  - 12月19日 左記をもって文部科学省より正式に廃止の認可が下りる[3]。

## 基礎データ

### 所在地
- 神奈川県横浜市神奈川区六角橋3-27-1[注釈 1]

### 象徴
- 神奈川大学短期大学部のカレッジマークは右記資料にあり[32]。

## 教育および研究

### 組織

#### 学科
- 法学科 入学定員40名[注釈 8]
- 商学科
  - 第一部 入学定員200名[注釈 8]
  - 第二部 入学定員70名[注釈 8]
- 機械科第二部 入学定員40名[注釈 9]
- 電気科第二部 入学定員40名[注釈 9]

#### 専攻科
- 商学専攻 入学定員20名[注 28]。

#### 別科
- なし

#### 取得資格について
- 中学校教諭二種免許状[36]
  - 社会：商学科第一部・第二部・法学科第二部
  - 英語：商学科第一部[注 29]
  - 職業：商学科第一部・第二部、機械科第二部、電気科第二部[37]
- ほか、秘書士資格もあった。
- 当初は、高等学校教諭免許状の教職課程も設置されていた。教科は以下の通り[注 30]。
  - 社会：商学科第一部・第二部、法学科第二部
  - 英語：商学科第二部
  - 商業：商学科第一部・第二部
  - 工業：機械科第二部、電気科第二部

### 研究
- 正田, 彬, 神奈川大学短期大学部『国際化・規制緩和下における「企業集中と法」の総合的研究-実態面を中心とした法社会学的研究』[39]

## 学生生活

### 部活動・クラブ活動・サークル活動
- 神奈川大学短期大学部には、短大独自のものはなく体育系・文化系とも神大（じんだい）と混合となっていたようである。第二部の学生は夜間に授業を受けていたことからクラブ活動は主に日中に行っていたものと思われる。

### 学園祭
- 神奈川大学短期大学部では、神大（じんだい）横浜キャンパスの大学生と混合で行われていたものとみられる。

## 大学関係者と組織

### 大学関係者一覧
歴代学長
- 米田吉盛
- 浜野裕司
- 勝田千利
- 山邊武郎
- 藤本盛久
- 三宅三郎
- 内田文昭
- 桜井邦朋

在籍教授
- 網野善彦（歴史学者）
- 田島泰彦（言論法・メディア法研究者）

## 施設

### キャンパス
- キャンパスは、横浜市神奈川区内にある神奈川大学横浜キャンパス内にあった。
- 設備：かつて14号館いわゆる「短大研究棟」が短大独自の建物となっていた。

## 対外関係

### 系列校
- 神奈川大学
- 神奈川大学附属中・高等学校

## 卒業後の進路について

### 編入学・進学実績
- 系列の神奈川大学法学部・経済学部・経営学部へ編入学した学生が多かった。